# Caída libre (novela)
Caída Libre (Freefall en inglés) es la tercera parte de Túneles, el reconocido best-seller escrito por Roderick Gordon y Brian Williams. Se publicó en inglés el 18 de mayo de 2009 y se publicó en Latinoamérica y España el 2 de noviembre de 2009 a cargo del sello Puck de la editorial Ediciones Urano.

## Personajes (CONTIENE SPOILERS)
- Will Burrows El protagonista principal. Ha sobrevivido a la caída y tiene el objetivo de volver a la superficie. Siente la necesidad de tirarse al vacío a causa de la Luz Oscura que le aplicaron en la comisaría, en Túneles, el principio de la saga. Descubre que Martha los engaña y se encuentra con su padre. Vuelve a la superficie, donde le encomiendan la misión de buscar a las gemelas, averiguar si viven y quitarle las ampollas del Dominion Se tira por el poro Jean La Fumadora, siguiendo a su padre. Hiere mortalmente a Rebecca Uno por una pelea.
- Chester Rawls Amigo de Will y el que lo incita a ayudarlo a volver a la superficie. No se apiada de las gemelas y se pasa parte del libro esperando a Will y buscándolo, cuando después de una explosión provocada por Elliot. En el final del libro, está volviendo a la superficie
- Rebecca uno Una de las gemelas que se hicieron pasar por hermanas de Will

sobrevive a la caída y le miente a will diciéndole que ella era buena.Al final de la novela es asesinada accidentalmente por Will, o eso cree él.
- Drake Un renegado. Presencia el momento en el que Will y los demás caen por el poro. Destruye el búnker de la Llanura Grande y vuelve a la superficie, donde espía a la Señora Burrows. Recibe a Will y al Doctor Burrows en la superficie y les encomienda la misión de averiguar si las gemelas Rebecca murieron. Ataca a los styx en vano y en el final del libro, se encuentra con un limitador, en medio de una borrachera. El limitador, que es el padre de Elliott, lo lleva a casa.
- Doctor Roger Burrows Padre adoptivo de Will. Se pasa buena parte del libro con Rebecca Dos y vuelve a la superficie con su hijo. Está buscando un "Jardin del Segundo sol" y se tira por Jean la fumadora para ver si está allí. En el final del libro ve un Stuka, un avión alemán.
- Celia Burrows Esposa del doctor Burrows y madre adoptiva de Will y las Rebecca (aunque ella no sabía que fueran dos). Comienza a investigar la desaparición de sus hijos y su esposo y se tropieza con un styx por accidente. Forma parte de la ofensiva contra los styx de Drake, que falla. Acaba en la cárcel del barrio, donde queda vegetal cuando aplican siete luces oscuras con ella a la vez.
- Elliott Amiga de Will y Chester. Al caer cae enferma y los chicos se ven obligados a ir al barco de metal a buscar medicinas para ella. Provoca una explosión y, sin proponérselo, separa al Doctor Burrows y a Will a un camino que los lleva a la superficie. Salta por Jean La Fumadora para seguir a will. En este libro se revela que su padre era un limitador y que sabe hablar la lengua styx, era hija de una colona y un styx.
- Bartleby Gato de raza cazador, quien toma a Will por dueño. Lo ataca cuando una de las Rebecca se lo dice, porqué utilizaron la Luz Oscura con él. Se tira por Jean La Fumadora junto con Elliott.
- Martha Es nueva en la saga. Es una mujer que parió un hijo en las profundidades y fue empujada por su marido hacia el poro. Sobrevivió a la caída. Su hijo murió por la Fiebre. Cuando encuentra a Will y a Chester los toma como sustitutos de su hijo y les esconde que hay medicina moderna en el poro. Al final del libro, se marcha con Chester a la superficie.
- Leatherman Aliado de Drake. Asesinado por los styx junto a muchos otros de sus agentes en el incidente ocurrido en una operación para capturar al líder de los styx.

## Páginas Web
- Web oficial de la colección Puck.
- MundoTúneles | El sitio fan de la saga 'Túneles' de Roderick Gordon & Brian Williams.
- The Highfield Mole, Mathew & Son Official Website.
- Tunnels Official Website.
- TunnelsDeeper Fan Site (UK) - Author Events, Discussion Forum, Media Archives.
- Chicken House Publishing Ltd.
- Scholastic, US Publisher - includes video interview with authors.
- Williamson Tunnels, Liverpool (UK) - For Video of Author reading Tunnels excerpt, see Official Website.

- Datos: Q3499298